# Bargenstedt
Bargenstedt település Németországban, Schleswig-Holstein tartományban. Lakosainak száma 981 fő (2023. december 31.).

## Népesség
A település népességének változása:
| Lakosok száma | 780  | 939  | 964  | 965  | 949  | 981  |
|               | 1975 | 2017 | 2019 | 2021 | 2022 | 2023 |